# Cotinusa splendida
Cotinusa splendida là một loài nhện trong họ Salticidae.
Loài này thuộc chi Cotinusa. Cotinusa splendida được Dyal miêu tả năm 1935.